# Флот відкритого моря

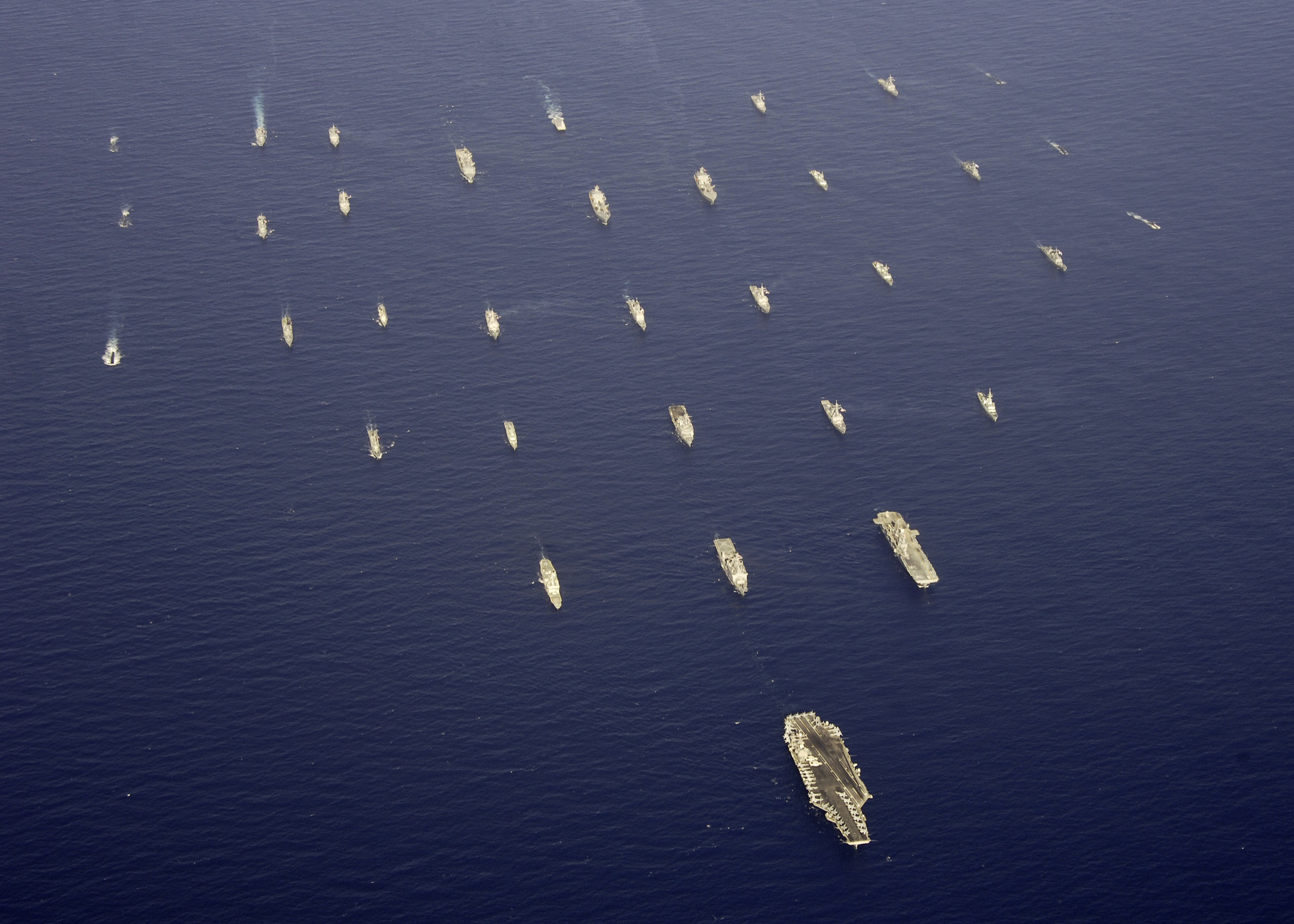
USS Abraham Lincoln очолює формацію кораблів восьми держав під час навчань RIMPAC у 2006.

Флот відкритого моря (англ. blue-water navy за кольором води відкритого моря) це військово-морські сили, спроможні діяти у глобальному масштабі, насамперед у глибоких водах відкритих океанів. Хоча визначення конкретних характеристик відповідних сил можуть відрізнятися, вони мають бути спроможними боротися за панування на морі. 
Флот відкритого моря за спроможністю, корабельним складом та тактикою застосування відрізняється від флоту ближнього моря та флоту внутрішніх вод.
У США "blue-water navy " визначають "як військово-морська силу, спроможну здійснювати операції через глибокі води океанів. "Blue-water navy" дозволяє державі проектувати силу далеко від власної території і зазвичай включає один чи кілька авіаносців. Менші "blue-water navies" спроможні застосувати далеко від власних берегів  меншу кількість кораблів та суден впродовж коротшого періоду часу." Флот відкритого моря зазвичай включає в себе основні кораблі та, за сучасних умов, атомні підводні човни. Його важливою характеристикою є здатність здійснювати забезпечення під час руху. 